# 普羅比尼夫卡
47°58′24″N 24°49′32″E / 47.97333°N 24.82556°E

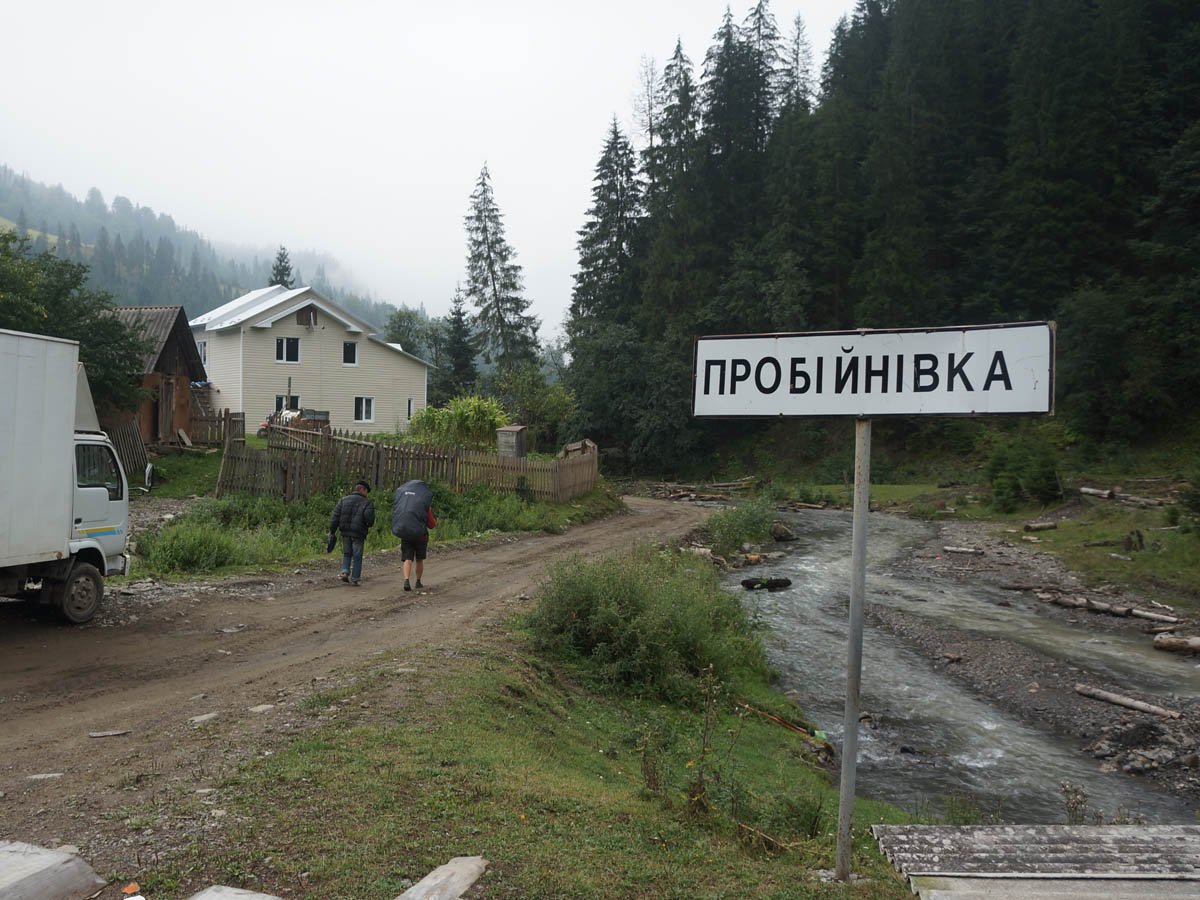

普羅比尼夫卡是烏克蘭的村落，位於該國西部伊萬諾-弗蘭科夫斯克州，由韋爾霍維納區負責管轄，處於普羅比納河畔，始建於1846年，面積10平方公里，2001年人口373。